# 1232 Кортуза
1232 Кортуза (1232 Cortusa) — астероїд головного поясу, відкритий 10 жовтня 1931 року.
Тіссеранів параметр щодо Юпітера — 3,157.